# Volkodav
Volkodav (russisk: Волкодав) er en sovjetisk spillefilm fra 1991 af Mikhail Tumanisjvili.

## Medvirkende
- Inara Slutska som Viktorija Zjuravljova
- Aleksej Guskov som Sjura Volkov
- Anatolij Romasjin som Fjodor Stepanisjjev
- Aleksandr Fatjusjin som Vova
- Vladimir Basov som Sergej Jevgenjevitj